# Your Eyes
Your Eyes is een nummer van de Britse soulband Simply Red uit 2000. Het is de tweede en laatste single van hun zevende studioalbum Love and the Russian Winter.
"Your Eyes" is een soulplaat met R&B-invloeden. Het nummer was minder succesvol dan voorganger Ain't That a Lot of Love, en leverde Simply Red enkel een hit op in thuisland het Verenigd Koninkrijk. De plaat bereikte daar een bescheiden 26e positie. Ook in het Nederlandse taalgebied deed het nummer niets in de hitlijsten.